# エル・アナツイ
エル・アナツイ（El Anatsui、1944年 - ）は、ガーナの彫刻家。ヴォルタ州アニャコ出身。

## 人物
4歳のときに母親が亡くなり、アンロガのキリスト教聖職者の叔父に引き取られた。1965年クマシのクワメ・エンクルマ科学技術大学へと入学。卒業後は美術講師の職を転々とし、1975年にナイジェリア大学の教職の座に就き、現在も教職の仕事の傍らナイジェリアで創作活動を続けている。
身近な廃材などを素材として制作をするスタイルで、『あてどなき宿命の旅路』（1995年）では古い木製の臼を人間に模して並べ、人々の行く末を表現した。2000年代以降は伝統的な布のケンテクロスを模した作品によって反響を呼んだ。2007年にヴェネツィア・ビエンナーレに出展したワインやウイスキーの蓋やアルミで作ったタペストリー『Dusasa II』は、現在メトロポリタン美術館に所蔵されている。2010年9月16日から12月7日まで国立民族学博物館にて特別展『エル・アナツイのアフリカ―アートと文化をめぐる旅』が開催された。2017年、第29回高松宮殿下記念世界文化賞（彫刻部門）を受賞。